# Leslie Kaelbling
Leslie Pack Kaelbling (* 29. August 1961) ist eine US-amerikanische Informatikerin, die sich mit Künstlicher Intelligenz und Maschinenlernen (Bestärkendes Lernen) befasst.
Kaelbling wurde 1990 bei Nils Nilsson an der Stanford University promoviert (Learning in Embedded Systems). Sie war bei SRI International und Professorin an der Brown University, bevor sie an das MIT wechselte, wo sie Panasonic Professorin für Informatik ist.
Sie ist Gründerin des Journal of Machine Learning Research.
1997 erhielt sie den IJCAI Computers and Thought Award und ist Fellow der AAAI. Für ihre Lehre wurde sie 2012 MIT McVicar Fellow.

## Schriften
- Rex Programmer’s Manual, Stanford Research Institute 1986
- Learning in embedded systems, MIT Press 1993
- mit Michael L. Littman, Andrew W. Moore: Reinforcement Learning: A Survey. Journal of Artificial Intelligence Research (JAIR), Band 4, 1996, S. 237–28
- mit M. L. Littman, A. R. Cassandra: Planning and acting in partially observable stochastic domains, Artificial intelligence, Band 101, 1998, S. 99–134